# 土佐臨時乘降場
土佐臨時乘降場（日语：／ Tosa karijōkō-ba */?）是位於北海道常呂郡常呂町（現時：北見市常呂町土佐），日本國有鐵道（國鐵）的湧網線臨時乘降場（廢站）。由於臨時乘降場使用量極少，因此在1972年（昭和47年）2月8日廢除。

## 歷史
- 1956年（昭和31年）1月7日 - 臨時乘降場啟用[1]。局（日语：鉄道管理局）設定。
- 1972年（昭和47年）2月8日 - 臨時乘降場廢除[1]。

### 臨時乘降場的由來
在1895年（明治28年），當地有一群29戶來自高知縣（土佐國）土佐團體入植，因而得名。

## 車站構造
截至車站廢除前，車站是一座地面車站，設有1面1線的單式月台。網走方向的列車會開啟右邊車門。月台中央旁邊設有候車室。

## 車站周邊
- 土佐公民館
- 北見市立常呂中學
- 北海道常呂高等學校（日语：北海道常呂高等学校）
- 國道238號（日语：国道238号）
- 北見市營（舊・常呂町營）巴士「常呂中學校」巴士站
  - 由於道路設計關係，網走巴士（日语：網走バス）營運的廢除替代巴士不在附近行走。

## 相鄰車站
日本國有鐵道
湧網線 
北見共立－土佐臨時乘降場－常呂

## 注腳
1. 1 2  今尾惠介（監修）.  1 北海道. 新潮社. 2008: 49. ISBN 978-4-10-790019-7 （日语）.
2. ↑  本多 貢. 児玉　芳明 , 编. . 札幌市: 北海道新聞社. 1995-01-25: 129. ISBN 4893637606. OCLC 40491505 （日语）.
3. ↑  國土地理院 地圖、航空照片參閲服務 1964年航空照片 MHO643X-C11-19（日語） 可確認。